# Guerra Italiana de 1521–1526
A Guerra Italiana de 1521–1526, também conhecida como Guerra dos Quatro Anos, faz parte das Guerras Italianas. O conflito se desenvolveu entre 1521 e 1526, e nele lutaram Francisco I de França e a República de Veneza contra o imperador Carlos V, Henrique VIII da Inglaterra e os Estados Pontifícios. Entre as causas do conflito estavam a eleição, em 1519-20, de Carlos I da Espanha como imperador do Sacro Império Romano-Germânico e a necessidade do papa Leão X de aliar-se a este para combater as ideias de Martinho Lutero e sua Reforma.
O conflito eclodiu na Europa Ocidental, em 1521, quando a França invadiu os Países Baixos e ajudou o rei Henrique II de Navarra a recuperar seu reino. As forças imperiais repeliram a invasão e atacaram o norte da França, onde os francos detiveram seu avanço. Então o imperador, o papa e Henrique VIII firmaram uma aliança formal contra a França, e as hostilidades começaram na península Itálica. Na Batalha de Bicocca, os exércitos imperiais e do papado derrotaram as tropas francesas, que foram expulsas do Milanesado. Depois da batalha, a luta voltou novamente para solo francês, enquanto a República de Veneza assinava a paz em separado. O exército inglês invadiu a França em 1523, enquanto Carlos de Bourbon, condestável francês, contrariado pelas tentativas de Francisco em apoderar-se de sua herança, o trai, aliando-se com Carlos I. Em 1524, falha a tentativa francesa de recuperar o ducado milanês, dando a Bourbon a oportunidade de invadir a Provença à frente de um exército espanhol.
O mesmo Francisco dirigiu um segundo ataque contra o Milanesado - na atual Lombardia - em 1525. Sua desastrosa derrota na Batalha de Pavia, em que foi capturado e a maioria de seus principais nobres morreu, conduziu ao final da guerra. Enquanto estava encarcerado na Espanha, Francisco assinou o Tratado de Madri, no qual renunciava a suas aspirações italianas, na Borgonha e em Flandres. Depois de algumas semanas de sua libertação, sem titubear, rechaçou os termos do tratado, começando desta forma a Guerra da Liga de Cognac. Ainda que as Guerras Italianas continuassem por outras três décadas, estas terminaram sem que a França pudesse recuperar nenhum território substancial na Itália.

## Prelúdio

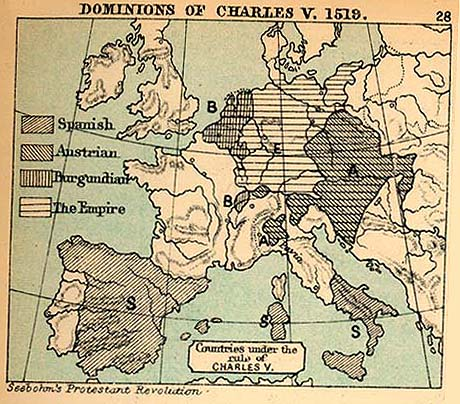
Territórios controlados por Carlos I em 1519. Devido à concentração de títulos em mãos de Carlos I, a França passa a estar numa posição geopolítica complicada.

Após o Tratado de Londres (1518), as principais potências europeias (França, Inglaterra, Espanha e o Sacro Império Romano) eram externamente amigáveis umas com as outras. O tratado prometia que todos iriam em auxílio de qualquer signatário que fosse atacado e se uniriam contra qualquer estado que quebrasse a paz. Eles estavam divididos sobre a questão da sucessão imperial; o Sacro Imperador Romano, Maximiliano I - pretendendo que um Habsburgo o sucedesse - fez campanha ao longo de 1518 em nome de seu neto Carlos I da Espanha, enquanto Francisco I da França se apresentou como candidato alternativo. O papado e o Sacro Império Romano foram forçados a cooperar para lidar com a crescente influência de Martinho Lutero, que encontrou apoio entre alguns nobres imperiais quando abriu o caminho para que eles assumissem autoridade sobre suas igrejas locais. Ao mesmo tempo, Francisco foi confrontado com o conselheiro-chefe de Henrique, Cardeal Tomás Wolsey, o "poder por trás do trono" que se interpôs nas disputas do continente em uma tentativa de aumentar tanto o poder e influência da Inglaterra como o seu próprio.
A morte de Maximiliano em 12 de janeiro de 1519 trouxe a eleição imperial para a vanguarda da política europeia. O Papa Leão X, ameaçado pela presença de tropas espanholas a 64 quilômetros do Vaticano, apoiou a candidatura francesa. Na eleição, com exceção de Frederico da Saxônia e Joaquim I de Brandemburgo, todos os eleitores aceitaram grandes subornos de Carlos para votarem nele. Maximiliano já havia prometido somas de 500.000 florins aos príncipes-eleitores em troca de seus votos, mas Francisco ofereceu até três milhões de florins, Carlos retaliou emprestando grandes somas da família de banqueiros Fugger. Todos os príncipes-eleitores eventualmente votaram em Carlos, e ele foi coroado imperador do Sacro Império Romano-Germânico em 23 de outubro de 1520, ponto em que já controlava tanto a coroa espanhola quanto as terras hereditárias da Borgonha nos Países Baixos.
Durante o outono de 1521, os ingleses se envolveram na mediação entre a Espanha e a França. Henrique conversou com o imperador em Kent por três dias, em uma reunião em que pouco conseguiu, embora o Tratado de Windsor (16 de junho de 1522) tenha reafirmado a aliança entre a Inglaterra e Aragão. Henrique e Francisco se encontraram no Campo do Pano de Ouro ao longo de junho de 1520. No mês seguinte, Henrique procurou um acordo com Carlos em Gravelines.

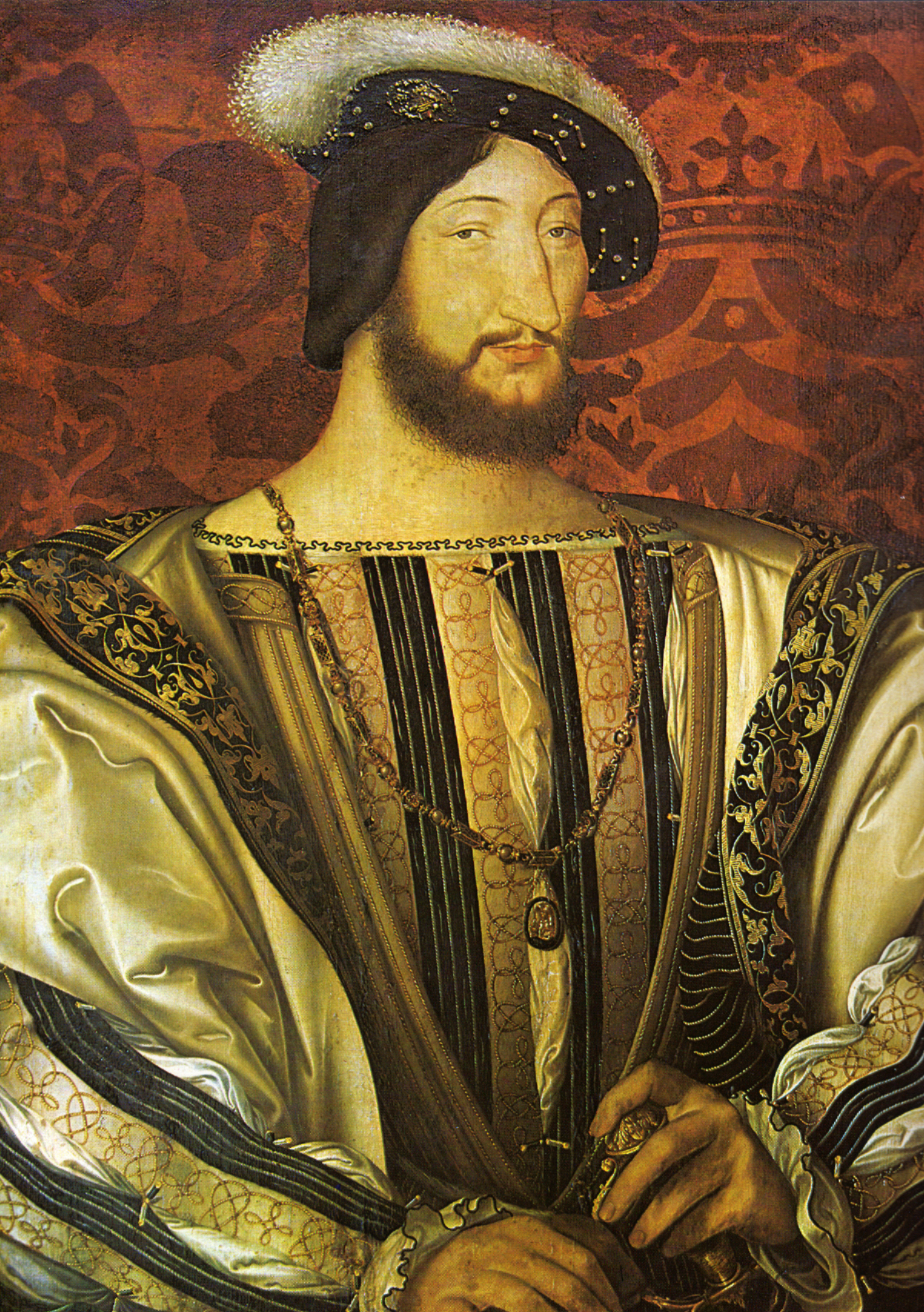
Francisco I de França: Em sua ambição de ser imperador do Sacro Império, levou a Europa à guerra. De mentalidade medieval, chegou a desafiar, para duelo, o marquês de Pescara e o próprio imperador Carlos.
Por Jean Clouet, Museu do Louvre

Carlos foi coroado rei dos romanos em Aachen em outubro de 1520, mas não imperador do Sacro Império Romano, o que só poderia acontecer se ele fosse coroado pelo papa em Roma. Para desviar Carlos - e seu exército - de entrar e possivelmente assumir o controle da Itália, Francisco procurou travar uma guerra contra o imperador por procuração, e fez planos para incursões simultâneas em território alemão e espanhol. Luxemburgo foi atacado sob a liderança de Roberto de la Marck, enquanto um exército franco-navarro avançou simultaneamente através de Navarra depois de reconquistar Saint-Jean-Pied-de-Port. A expedição foi nominalmente liderada pelo rei navarro Henrique d'Albret, de 18 anos, cujo reino havia sido invadido por Fernando II de Aragão em 1512, mas o exército era efetivamente comandado por André de Foix e financiado pelos franceses. Os planos franceses provaram ser falhos, pois a intervenção de Henrique de Nassau fez retroceder a ofensiva de Luxemburgo; e, embora de Foix tenha sido inicialmente bem sucedido em tomar Pamplona, ele foi expulso de Navarra depois de ser derrotado na Batalha de Esquiroz em 30 de junho de 1521.
Enquanto isso, Carlos estava preocupado com a questão de Lutero, a quem ele confrontou na Dieta de Worms em abril de 1521. O Papa Leão X não estava disposto a tolerar o desafio aberto de sua própria autoridade e considerava o Imperador como um potencial aliado para apoiá-lo contra Lutero, cujos apoiadores incluíam Frederico da Saxônia. Em maio de 1521, Carlos proclamou o Édito de Worms contra Lutero, enquanto também ajudava o Papa no retorno de Parma e Piacenza à autoridade italiana. Leão, precisando do mandato imperial para sua campanha contra o que considerava uma heresia perigosa, prometeu ajudar a expulsar os franceses da Lombardia, deixando Francisco com apenas a República de Veneza como aliada.

### Tordesilhas
O Tratado de Tordesilhas, celebrado entre Portugal e Espanha, foi um dos fatores determinantes para as hostilidades francesas. Francisco I assistia a uma expansão da sua marinha, mas encontrava obstáculos na divisão das novas terras, com a chamada mare clausum, feita entre os países ibéricos, e questionava onde estava a cláusula do testamento de Adão que legava aos dois países a divisão do mundo.
Portugal viu-se diretamente afetado pelas ambições francesas, tendo os corsários francos ameaçado seus domínios em África e sobretudo no Brasil, onde desde muito cedo os piratas a serviço do rei de França instalaram seus postos.

## Movimentos iniciais (1521–1522)
Em 20 de agosto de 1521, o exército imperial sob o comando de Henrique de Nassau invadiu o nordeste da França - um ataque feito em resposta ao ataque feito por de la Marck à Luxemburgo. Ardres foi invadida, Mouzon foi severamente destruída após ser sitiada, e Aubenton foi saqueada e seus habitantes massacrados. Os atacantes foram atrasados durante o cerco de três semanas de Mézières pela resistência dos franceses, liderados por Pierre Terrail, senhor de Bayard. Francisco teve tempo de levantar um grande exército em Reims para defender Mézières. A cidade foi reabastecida alguns dias antes que o exército do rei chegasse à cidade em 26 de setembro, que já estava em grande parte destruída. Nassau foi forçado a se retirar, devastando cidades ao longo de sua rota de retirada.
Tournai, que havia sido devolvida à França por Henrique VIII em fevereiro de 1519, como parte dos termos do Tratado de Londres, foi sitiada pelas forças imperiais. Tournai foi deixada para se render aos sitiadores depois que o exército de Francisco foi ordenado a recuar e depois dispersado.
Uma força franco-navarra aproximou-se da fortaleza de Amaiur, sitiando a fortaleza que os castelhanos acabavam de reforçar. Em 3 Outubro de 1521 os castelhanos capitularam em troca de livre passagem para Castela. As tropas de Guillaume Gouffier dirigiram-se então para Labourd e para Behobia, capturando a fortaleza de Urantzu. Fuenterrabia, na foz do rio Bidasoa, foi capturada no final do mês pelas tropas franco-navarranas sob o comando de Bonnivet e Cláudio de Lorena. Os franceses mantiveram esta posição vantajosa no norte da Espanha até março de 1524.
Em 28 de novembro de 1521, Carlos V e Henrique VIII assinaram em segredo o Tratado de Bruges. Odet de Foix, o governador francês de Milão, foi encarregado de resistir às forças imperiais e papais. Lautrec foi derrotado por Prospero Colonna, e no final de novembro de 1521 foi forçado a sair de Milão e se retirou para cidades localizadas ao redor do rio Adda. O exército de Lautrec foi reforçado por mercenários suíços. Incapaz de pagá-los, ele teve que ceder às suas exigências para enfrentar as forças imperiais imediatamente.
Em 27 de abril de 1522, Lautrec atacou o exército imperial e papal combinado de Colonna perto de Milão na Batalha de Bicocca. Lautrec tinha planejado usar sua superioridade na artilharia a seu favor, mas os suíços, impacientes para enfrentar o inimigo, sacaram suas armas e atacaram os entrincheirados arcabuzeiros espanhóis. Na confusão resultante, os suíços foram severamente atacados pelos espanhóis e por uma força de landsknechts (mercenários germânicos). Com o moral abatido, os suíços voltaram para seus cantões; A Lombardia foi abandonada. Colonna e d'Avalos, sem oposição, intensificaram o cerco de Génova, capturando a cidade em 30 de maio.

## A França em revés (1522-24)
A perda da Lombardia foi seguida pela entrada da Inglaterra no conflito quando, em 29 de maio de 1522, os ingleses declararam formalmente guerra à França. Henrique VIII e Carlos assinaram o Tratado de Windsor em 16 de junho de 1522. O tratado delineou um ataque anglo-imperial contra a França. Carlos concordou em compensar a Inglaterra pelas pensões que seriam perdidas por causa do conflito com a França e pagar as dívidas passadas que seriam perdidas; para selar a aliança, ele também concordou em se casar com a única filha de Henrique, Maria. Em julho, os ingleses invadiram Morlaix e em setembro um exército inglês marchou de Calais, queimando e saqueando o campo em uma tentativa frustrada de engajar os franceses na batalha.
Para arrecadar dinheiro, Francisco entrou com um processo contra Carlos III, duque de Bourbon, que havia recebido a maioria de suas posses por meio de seu casamento com Susana, duquesa de Bourbon. Após a morte de Susana, Luísa de Saboia, sua irmã e mãe do rei, insistiu que os territórios em questão passassem para ela por causa de seu parentesco mais próximo com o falecido. Francisco estava confiante de que a tomada das terras disputadas melhoraria sua situação financeira o suficiente para continuar a guerra e começou a confiscar partes delas em nome de Luísa. Carlos III, irritado com esse tratamento e cada vez mais isolado na corte, buscou reparação fazendo propostas a Carlos V.

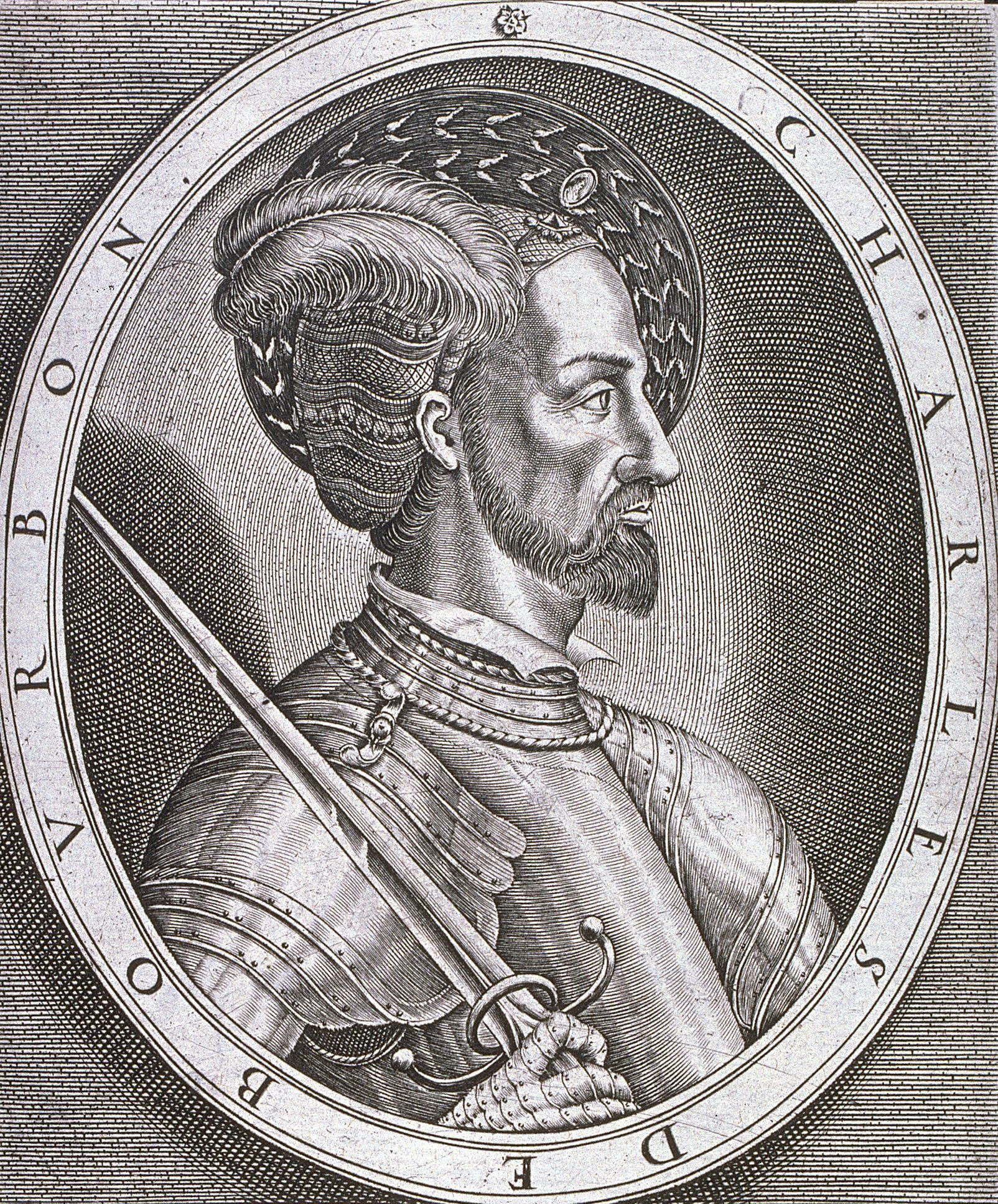
Carlos III, Duque de Bourbon. Indisposto com Francisco, Bourbon o trai e alia-se a Carlos I.
Gravura de Thomas de Leu

A morte do doge Antonio Grimani trouxe Andrea Gritti, um veterano da Guerra da Liga de Cambrai, ao poder em Veneza. Ele rapidamente iniciou negociações com o Imperador e em 29 de julho de 1523 concluiu o Tratado de Worms, que retirou a República da guerra. Carlos III continuou ao lado de Carlos, oferecendo-se para iniciar uma rebelião contra Francisco em troca de dinheiro e tropas alemãs. Quando Francisco, que estava ciente da trama, convocou-o a Lyon em outubro, Carlos III fingiu estar doente e não compareceu. Francisco ordenou que todos os associados de Bourbon fossem levados à justiça depois que o duque chegasse ao território imperial e servisse abertamente o imperador.
Carlos então invadiu o sul da França sobre os Pirenéus. Lautrec defendeu Baiona com sucesso contra os espanhóis, mas Carlos conseguiu recapturar Fuenterrabia em fevereiro de 1524. Em 19 de setembro de 1523, um exército inglês sob o comando do duque de Suffolk avançou para a Picardia a partir de Calais. Os franceses, esgotados pelo ataque imperial, foram incapazes de resistir, e Suffolk logo avançou além do Somme, devastando o campo em seu rastro e parando apenas a oitenta quilômetros de Paris. Quando Carlos falhou em apoiar a ofensiva inglesa, Suffolk - não querendo arriscar um ataque à capital francesa - se afastou de Paris em 30 de outubro, retornando a Calais em meados de dezembro.

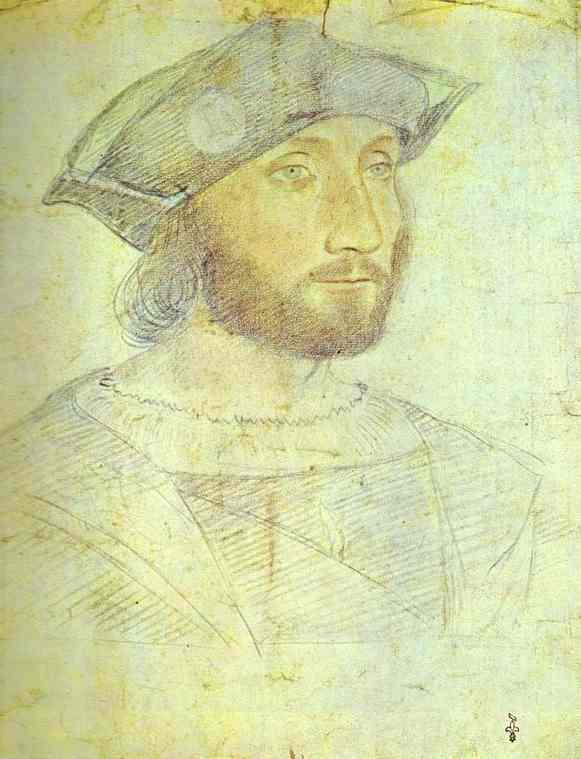
Guillaume Gouffier, Senhor de Bonnivet, que comandou vários exércitos franceses durante a guerra.
Por Jean Clouet, c. 1516, Museu Condé

Francisco voltava sua atenção para a Lombardia. Em setembro de 1523, um exército francês sob o comando de Bonnivet avançou pelo Piemonte. O comandante imperial, Prospero Colonna, tinha apenas 9 000 homens para se opor ao avanço francês e foi forçado a recuar para Milão. Bonnivet superestimou o tamanho do exército imperial e mudou-se para os quartéis de inverno em vez de atacar a cidade; os comandantes imperiais conseguiram convocar 15 000 landsknechts e uma grande força sob o comando de Bourbon em 28 de dezembro, quando Carlos de Lannoy substituiu o moribundo Colonna. Muitos dos suíços agora abandonavam o exército francês, e Bonnivet começou sua retirada. A derrota francesa na Batalha de Sesia, onde Bayard foi morto enquanto comandava a retaguarda francesa, demonstrou novamente o poder dos arcabuzeiros em massa contra as tropas tradicionais; o exército francês então recuou para os Alpes em desordem.
D'Avalos e Bourbon cruzaram os Alpes com quase 11 000 homens e invadiram a Provença no início de julho de 1524. Varrendo a maioria das cidades menores sem oposição. Bourbon entrou na capital da província de Aix-en-Provence em 9 de agosto de 1524, tomando o título de Conde de Provença e prometendo sua fidelidade a Henrique VIII em troca do apoio deste último contra Francisco. Em meados de agosto, Bourbon e d'Avalos cercaram Marselha, a única fortaleza na Provença que permaneceu nas mãos dos franceses. Seus ataques à cidade falharam e quando o exército francês comandado pelo próprio Francisco chegou a Avignon no final de setembro de 1524, eles foram forçados a recuar para a Itália.

## Campanha de 1524-25
Em 17 de outubro de 1524, quando Bourbon e Pescara retornavam a Gênova, Francisco pôs sua mãe como regente durante sua ausência. Pouco depois, ele cruzou os Alpes e avançou sobre Milão à frente de um exército de mais de 40 000 homens. As tropas imperialistas, ainda não recuperadas da campanha na Provença, não estavam em condições de oferecer resistência séria.

Avanços franceses na Lombardia e a campanha de Pavia de 1524-1525 (os movimentos franceses estão em azul)

À medida que os franceses avançavam, o vice-rei de Nápoles recuou de Asti em direção a Milão. Lannoy, vice-rei da cidade, que havia concentrado 16 000 homens para resistir ao avanço francês, decidiu que Milão não podia ser defendida. A cidade foi atacada pela peste e, para evitar que suas tropas fossem infectadas, em 26 de outubro ele se retirou para Lodi, deixando Milão por um portão enquanto a vanguarda francesa sob Salazzo entrava por outro.
Em 2 de novembro, Montmorency cruzou o rio Ticino e investiu contra Pavia do sul, completando seu cerco. Dentro estavam cerca de 9 000 homens, principalmente mercenários que Antonio de Leyva foi obrigado a pagar derretendo os tesouros de ouro e prata das igrejas da cidade. O bombardeio francês de Pavia começou em 6 de novembro. Em 21 de novembro, Francisco tentou atacar a cidade através de duas brechas que sua artilharia havia aberto, mas foi derrotado com pesadas baixas. Impedidos pelo tempo chuvoso e pela falta de pólvora, os franceses decidiram esperar que os defensores passassem fome.
No início de dezembro, uma força espanhola comandada por Hugo de Moncada desembarcou perto de Gênova, com a intenção de intervir em um conflito entre as facções pró-Valois e pró-Habsburgo na cidade. Francisco despachou uma força maior sob o comando de Michele Antonio I de Saluzzo para interceptá-los. Confrontados pelos franceses mais numerosos e deixados sem apoio naval pela chegada de uma frota pró-Valois comandada por Andrea Doria, as tropas espanholas se renderam.

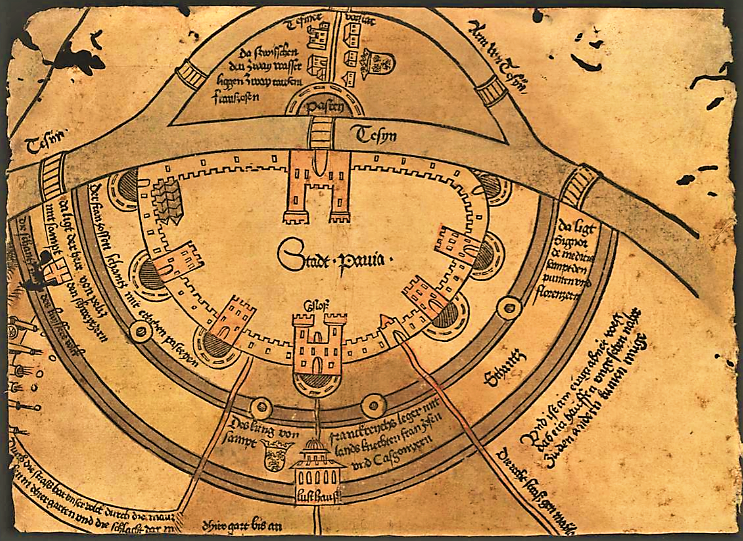
Um mapa de Pavia retratando a cidade durante o cerco de 1524-1525, Biblioteca da Universidade de Basel

NEm janeiro de 1525, Lannoy foi reforçado pela chegada de Frundsberg com novos landsknechts e cavaleiros, o que lhe permitiu renovar a ofensiva. O posto avançado francês em San Angelo foi tomado, cortando as linhas de comunicação entre Pavia e Milão, enquanto uma coluna separada de landsknechts avançava em Belgiojoso e, apesar de ter sido brevemente forçada a recuar por um ataque liderado por Medici e Bonnivet, conseguiram ocupar a cidade. Em 22 de janeiro, o principal exército imperial em Lodi simulou uma ofensiva contra Milão, que não conseguiu atrair os franceses. Os comandantes imperiais marcharam com 22.000 homens de infantaria, 2.300 de cavalaria e dezessete canhões para Pavia de Lodi em 25 de janeiro.
No início de fevereiro, mil soldados italianos foram derrotados em Alexandria antes que pudessem alcançar os franceses em Pavia. A posição francesa foi enfraquecida quando Médici retornou a Pavia em 8 de fevereiro e reabasteceu o suprimento de pólvora da guarnição, reunida pelo Duque de Ferrara. 2.000 alemães e a partida de cerca de 5.000 mercenários suíços Grisões, que retornaram aos seus cantões para defender sua própria região após a captura da cidade de Chiavenna pelas tropas milanesas, enfranqueceram ainda mais as posições francesas na cidade. Francisco estava acampado junto com a maioria de suas forças no grande parque murado de Mirabello fora dos muros da cidade, colocando-os entre a guarnição de Leyva e o exército de socorro que se aproximava. Em 4 de fevereiro, um ataque ao parque foi repelido pelos franceses. Escaramuças e incursões da guarnição continuaram durante o mês de fevereiro. Médici foi gravemente ferido e retirou-se para Piacenza para se recuperar, forçando Francisco a chamar de volta grande parte da guarnição de Milão para compensar a partida do Bando Negro. Em 21 de fevereiro, as tropas imperiais foram repelidas pelos franceses quando tentaram invadir os portões do parque.

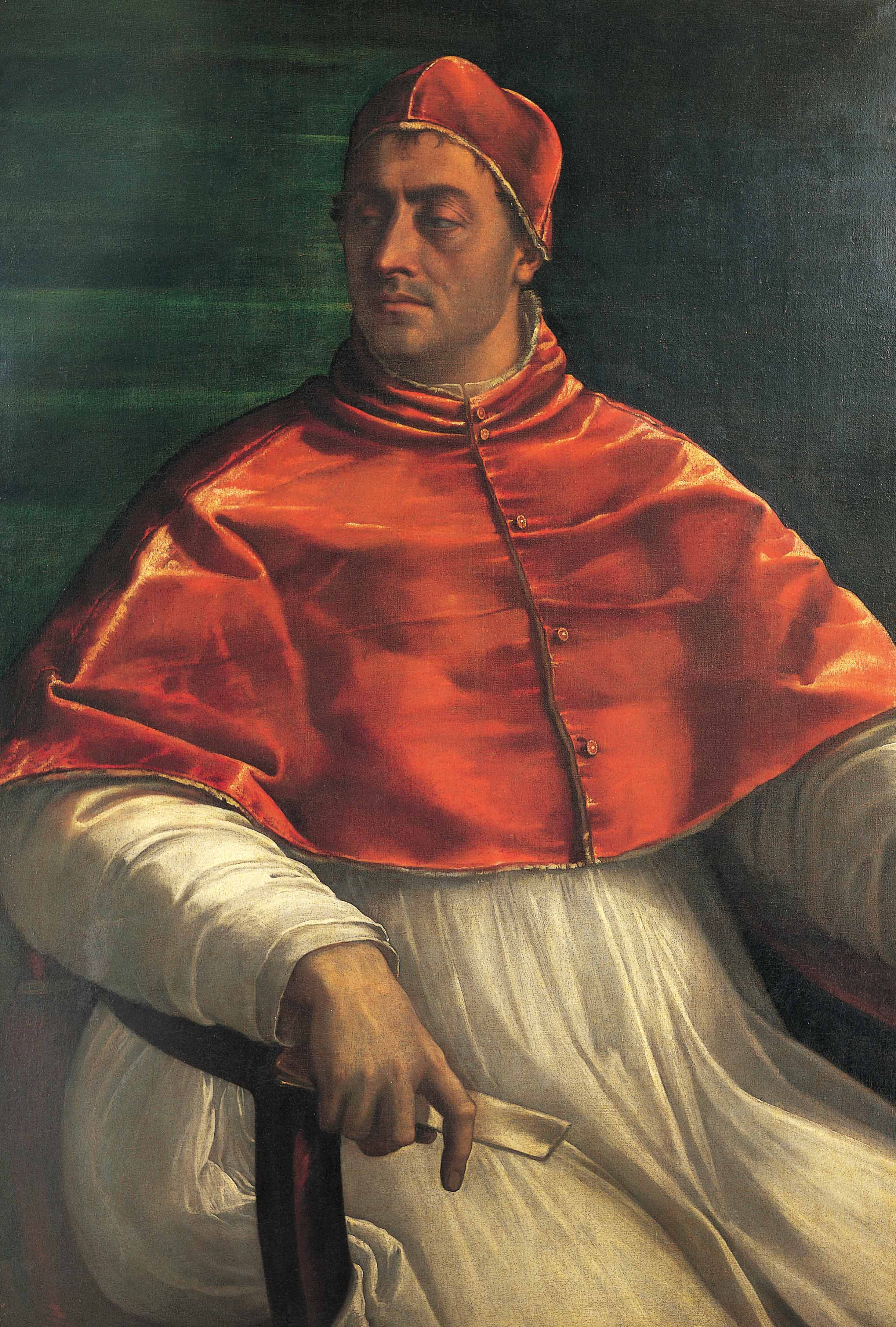
Papa Clemente VII (1526), Museo di Capodimonte, Nápoles

Após o fracasso de uma missão de paz proposta pelo Papa Clemente VII, Francisco e o papa negociaram uma aliança em segredo. As negociações foram concluídas em 12 de dezembro de 1524, e um tratado secreto foi assinado pelo papa em 5 de janeiro. Clemente prometeu não ajudar Carlos em troca da ajuda de Francisco na conquista de Nápoles, dando a Albany passagem livre por suas terras. Em troca, Francisco prometeu ceder terras e manter o governo dos Médici em Florença.
O papa tentou impedir Francisco de agir imediatamente, por causa dos perigos inerentes aos combates durante os meses de inverno. Contra o conselho do papa e o conselho de seus próprios comandantes seniores, Francisco quase imediatamente destacou uma parte de suas forças sob o comando de duque de Albany, enviando cinco mil homens na infantaria e quinhentos na cavalaria para o sul a fim de ajudar o papa na invasão de Nápoles. O exército se fortaleceu quando se juntaram a ele recrutas dos Estados papais e da infantaria francesa liderada pelo condottiero italiano (capitão mercenário italiano), Renzo da Ceri.
A manobra de Francisco não conseguiu atingir seu objetivo de levar os espanhóis a abandonar o norte da Itália, já que os comandantes imperiais decidiram não atacar Albany, mas se concentrar em aliviar a falta de homens em Pavia. Lannoy tentou interceptar a expedição perto de Fiorenzuola, mas sofreu pesadas baixas e foi forçado a retornar a Lodi pela intervenção dos Bandos Negros de Giovanni de' Medici, que haviam acabado de entrar no exército francês.
Na noite de 23 de fevereiro, a artilharia imperial iniciou um bombardeio para distrair os franceses, enquanto o restante do exército imperial saiu de seu acampamento para flanquear o riacho que separava os dois exércitos. À frente deles estavam sapadores, que removeram parte do muro do parque o mais silenciosamente possível, em uma operação que durou a maior parte da noite. Colunas de soldados imperiais então puderam entrar no parque.
Ao mesmo tempo, Leyva partiu de Pavia com o que restava da guarnição. Nas quatro horas seguintes batalha, a cavalaria pesada francesa escondeu sua própria artilharia a fim de avançarem rapidamente, e foi cercada e separada pelos landsknechts e mil arcabuzeiros espanhóis reunidos, que atacaram os franceses de posições ocultas na floresta do parque. Os cavaleiros franceses em suas armaduras foram abatidos com facilidade, e mais tarde massacrados com punhais. Uma série de combates prolongados de infantaria resultou na derrota da infantaria suíça e francesa. Os franceses sofreram baixas maciças, perdendo a maioria de seu exército. Bonnivet, Jacques de la Palice, La Trémoille e Richard de la Pole foram mortos, enquanto de Montmorency, de la Marck e o próprio Francisco foram feitos prisioneiros junto com uma série de nobres menores. Na noite seguinte à batalha Francisco entregou a Lannoy uma carta para sua mãe em Paris, em que relatou o que lhe acabava de ocorrer:
| “ | Para informar-te de como vão ocorrendo-me as desgraças, tudo está perdido, menos a honra e a vida, que estão a salvo. | ” |

Não muito mais tarde, Francisco se inteirou de que o Duque de Albany havia perdido grande parte de seus homens por causa do esgotamento e de muitas deserções, com o que tinham regressado à França sem nunca chegarem a Nápoles. O que sobrou do exército francês, além da pequena guarnição que se mantinha no Castelo Sforzesco em Milão, retirou-se através dos Alpes sob as ordens de Carlos IV de Alençon, chegando a Lyon em março.
Depois de Pavia, o destino do rei francês e da própria França tornou-se objeto de furiosas manobras diplomáticas. Carlos V, sem fundos para pagar a guerra, procurou casar-se com Isabel de Portugal, que traria consigo um substancial dote. Bourbon, enquanto isso, conspirou com Henrique para invadir e dividir a França, e ao mesmo tempo o chanceler milanês, Girolamo Morone, propôs a d'Avalos que ele liderasse os italianos contra seus opressores e tomasse a coroa napolitana para si.
Louise de Savoy levantou um pequeno exército e fundos para defender a França contra um ataque esperado às suas fronteiras orientais por tropas inglesas. Ela também enviou uma missão francesa a Solimão, o Magnífico, solicitando assistência, mas a missão se perdeu do caminho na Bósnia. Em dezembro de 1525, uma segunda missão foi enviada, liderada pelo nobre croata João Frangipani, que conseguiu chegar a Constantinopla com cartas secretas pedindo a libertação de Francisco e um ataque à Casa de Habsburgo. Frangipani deixou Constantinopla em 8 de fevereiro com uma resposta de Solimão, que não prometia nada.
Os captores de Francisco, preocupados que ele pudesse ser resgatado por uma expedição militar francesa ou escapar, decidiram que seria mais seguro se ele fosse mantido em cativeiro em outro lugar. Francisco estava convencido de que ganharia sua liberdade novamente se obtivesse uma audiência pessoal com Carlos e pressionou Lannoy, que preferia levar o rei para o Castel Nuovo em Nápoles, do que enviá-lo para a Espanha. Lannoy concordou, e em 31 de maio de 1525 ele foi levado de navio de Gênova, tendo sido informado de que estava sendo levado para Nápoles. Francisco chegou a Barcelona em 19 de junho.
Francisco foi inicialmente detido no castelo de Tarragona, antes de ser transferido para Valência e depois para uma vila próxima em Benisanó, mas Carlos, instado a negociar um acordo por Montmorency e Lannoy, que sugeriu que os italianos logo se mostrariam infiéis a sua aliança imperial, ordenou que o rei fosse trazido para Madrid e preso na cidadela de lá. Carlos não mostrou nenhum desejo de receber Francisco pessoalmente. Enquanto isso, Henrique II de Navarra, que havia lutado ao lado de Francisco em Pavia e que também havia sido preso em Madri, escapou em dezembro de 1525. A conquista espanhola de Navarra continuou, com Carlos ocupando Navarra e Henrique permanecendo em liberdade após sua fuga do cativeiro imperial.

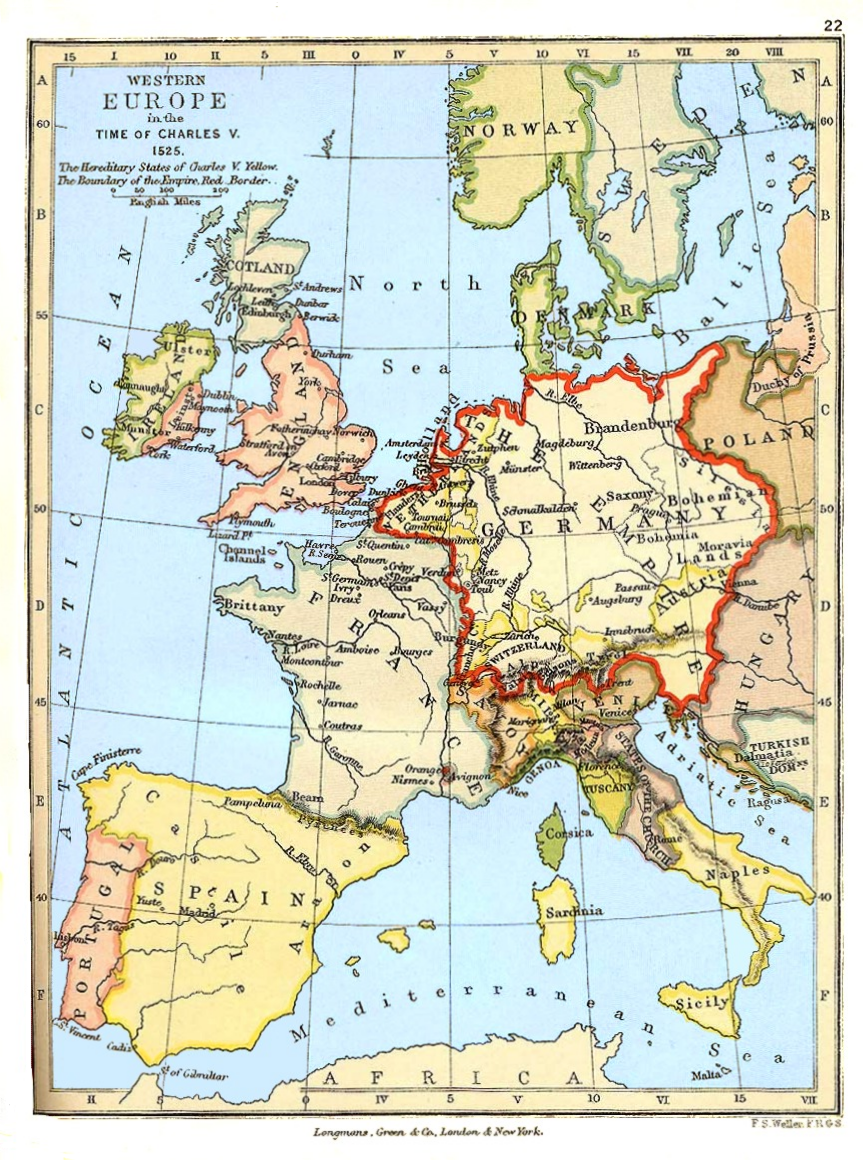
Europa Ocidental em 1525, depois da Batalha de Pavia

## Madrid (1525–26)
Carlos exigiu não apenas a rendição da Lombardia, mas também da Borgonha e da Provença, forçando Francisco a argumentar que a lei francesa o impedia de entregar quaisquer terras possuídas pela coroa sem a aprovação do Parlamento, o que não aconteceria. No início de 1526, Carlos foi confrontado com exigências de Veneza e do Papa para restaurar Francesco II Sforza ao trono do Ducado de Milão, e ficou ansioso para conseguir um acordo com os franceses antes que outra guerra começasse.
Francisco, tendo argumentado para manter a Borgonha sem resultado, estava preparado para entregá-la para conseguir sua própria libertação. Em 14 de janeiro de 1526, Carlos e Francisco assinaram o Tratado de Madri. O rei francês renunciou a todas as suas reivindicações na Itália, Artois e Flandres. Ele entregou a Borgonha a Carlos, concordou em enviar dois de seus filhos para serem reféns na corte espanhola, e em devolver a Bourbon os territórios que haviam sido tomados dele. Ele também concordou em persuadir Henrique a renunciar ao trono de Navarra em favor de Carlos "para erradicar os erros da seita luterana e do resto das seitas condenadas", e pediu para se casar com a irmã de Carlos, Eleanor.

### Consequências
Francisco foi libertado em 6 de março. Em 17 de março, ele cruzou o Bidasoa para o norte da França, enquanto ao mesmo tempo o Delfim e seu irmão, que foram trazidos para Bayonne por Louise e Lautrec, cruzaram para o cativeiro. A essa altura, Francisco havia alcançado a paz com a Inglaterra pelo Tratado de Hampton Court; elaborado por Wolsey e pelo embaixador francês no Palácio de Hampton Court. O tratado - no qual a França e a Inglaterra concordaram em não fazer uma aliança com o Império de forma independente - foi assinado em agosto de 1526.

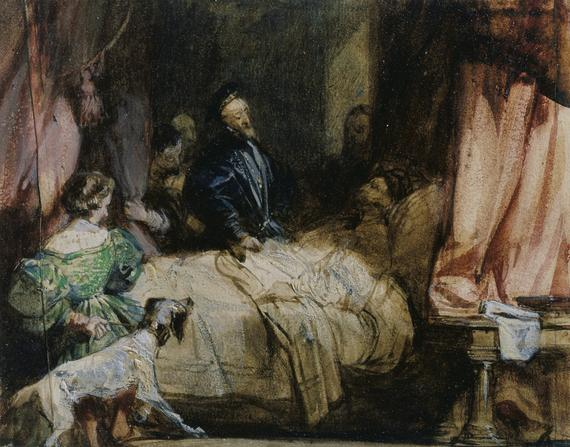
Carlos V visitando a Francisco I depois da batalha de Pavia
Richard Parkes Bonington, aquarela sobre papel de 1827

Clemente VII se convenceu de que o crescente poder do imperador era uma ameaça à sua própria posição na Itália, e enviados venezianos e papais foram a Francisco sugerindo uma aliança contra Carlos. Francisco nunca teve a intenção de cumprir as restantes disposições do Tratado de Madrid. Em 10 de maio de 1526, o conselho real decidiu quebrar o tratado. Ficou claro que o rei não estaria vinculado ao tratado porque ele havia sido assinado quando ele era prisioneiro sob coação de fazer promessas. Em junho de 1526, Francisco e o Papa, juntamente com as cidades do norte da Itália de Milão, Veneza, Florença e Gênova, lançaram a Guerra da Liga de Cognac em Angoulème, na tentativa de recuperar o território que os franceses haviam perdido para o Império; Henrique, nomeado o 'protetor' da Liga, não estava de fato formalmente envolvido.

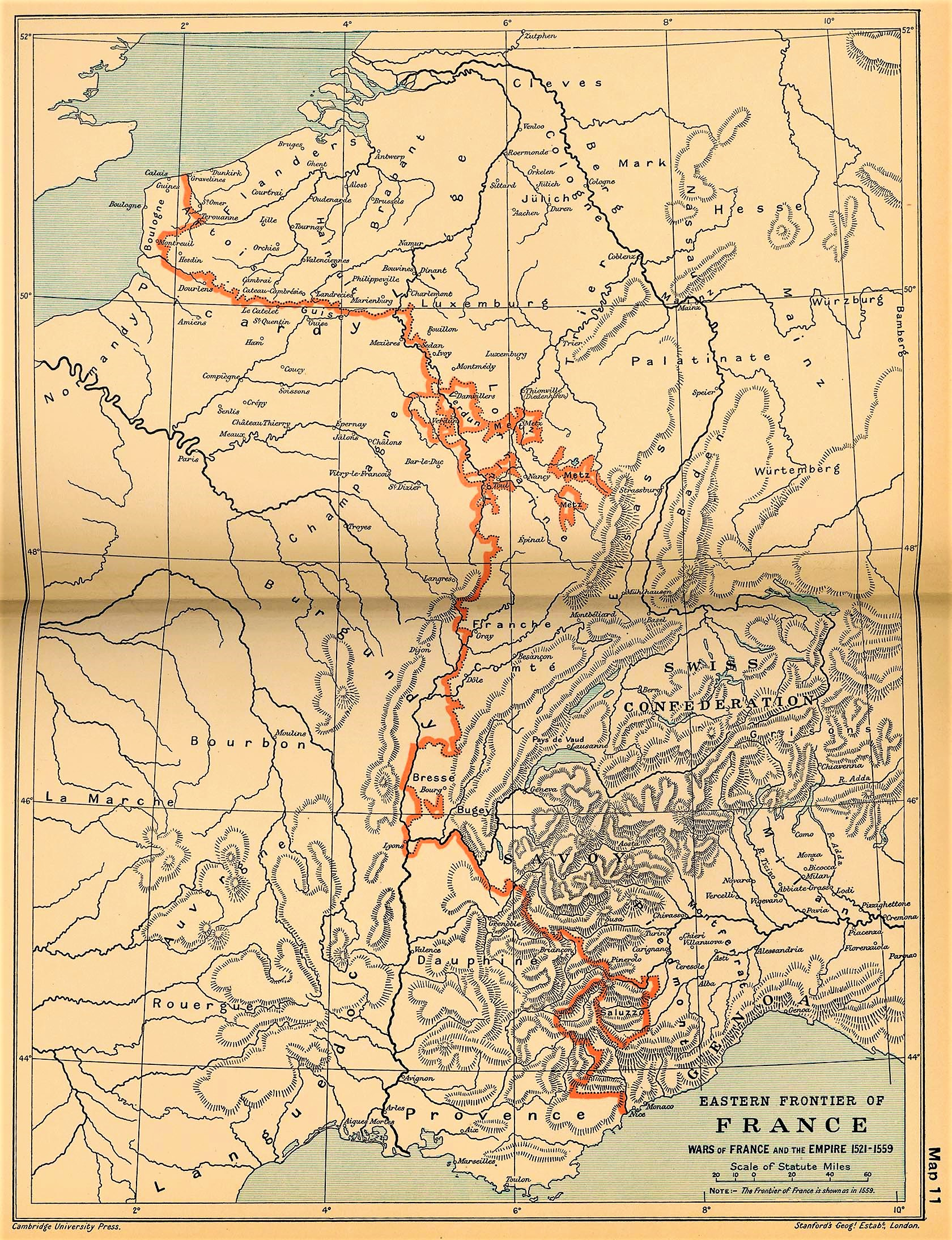
Fronteiras finais de França depois da Paz de Cateau-Cambrésis em 1559. Apesar de mais de três décadas de guerra adicional, a França não pôde recuperar nenhuma de suas anteriores possessões na Lombardia.

Francisco e seu sucessor, Henrique II, continuariam a reivindicar Milão durante o restante das guerras italianas, apenas abandonando-as após a Paz de Cateau-Cambrésis em 1559. A França não conseguiu recuperar quaisquer possessões anteriores na Lombardia; os termos da paz que puseram fim às guerras italianas deram à Espanha o controle de Milão, Nápoles, Sicília, Sardenha, Saboia e Piemonte.